# Facelift
Un facelift auto (cunoscut și ca o actualizare a modelului) cuprinde modificări ale stilului unui vehicul în timpul producției sale – inclusiv, într-un grad foarte variabil, tablă nouă, elemente de design interior sau modificări mecanice – permițând unui producător de automobile să reîmprospăteze un model fără o reproiectare completă. În timp ce ciclul de viață al mașinilor variază în jur de șase până la opt ani până la o schimbare completă a modelului, facelift-urile sunt în general introduse în jur de trei ani în ciclul lor de producție.
Un facelift păstrează stilul și platforma de bază ale mașinii, cu modificări estetice, de exemplu, modificări la partea din față a mașinii (grila, faruri), stopurile, barele de protecție, panoul de instrumente și consola centrală și diverse accesorii ale caroseriei sau interior. Modificările mecanice pot să apară sau nu concomitent cu faceliftul (de exemplu, modificări ale motorului, suspensiei sau transmisiei).

## Istorie
În anii 1920, General Motors, sub conducerea lui Alfred P. Sloan la acea vreme, pierduse cota de piață în fața Ford, care se baza pe Modelul T ca cel mai bine vândut model al lor. Sloan este creditat pentru stabilirea unei strategii în care compania introduce modificări anuale de stil pentru vehiculele lor pentru a recâștiga cota de piață. Ford, pe de altă parte, a refuzat să remodeleze Modelul T până în anii 1930, timp în care Ford a pierdut cota de piață în fața GM. De atunci, ideea acestei schimbări de model s-a răspândit și la diverse produse industriale, altele decât automobile. Strategia a demodat artificial vehiculele deținute de consumatori, creând astfel o stimulare pentru clienți să cumpere vehicule noi. Strategia este, de asemenea, considerată o formă de uzură planificată.

## Definiții

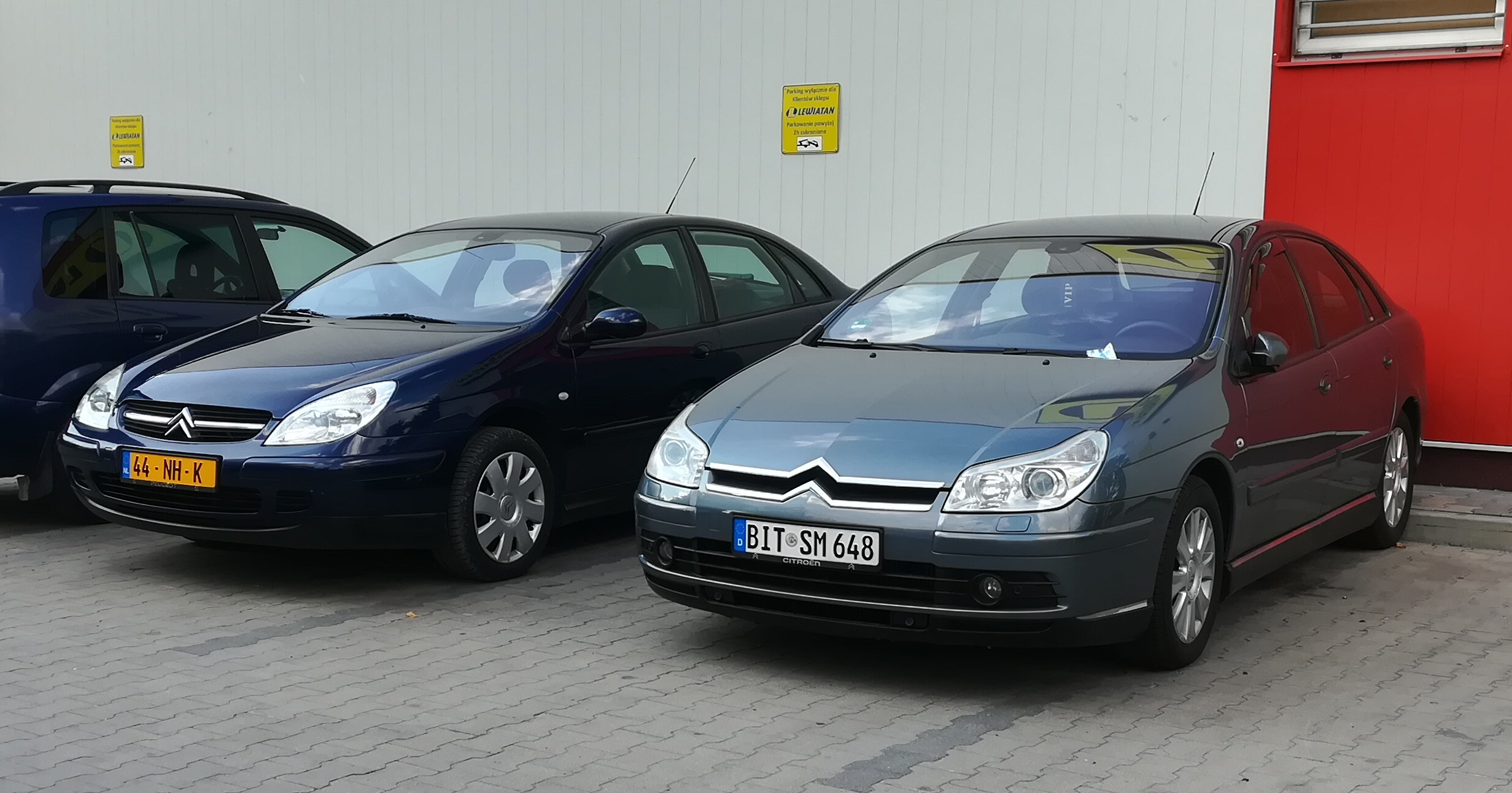
Citroën C5 facelift și pre-facelift (stânga)

Termenul „facelift”, care este uneori cunoscut și ca „schimbare minoră”, „actualizare minoră” sau „reîmprospătare” de către producătorii de mașini, descrie o modificare minimă a unui model.
În timp ce cuvântul „facelift” este un termen generic folosit în întreaga industrie, producătorii pot avea fiecare propria frază pentru a descrie un model cu facelift. BMW folosește acronimul LCI („Life Cycle Impulse”) pentru a desemna un facelift. Alte mărci pot numi în mod direct o anumită mașină un model facelift, în timp ce unele îl numesc pur și simplu un model „nou”. În limbajul auto, „new” se referă, de obicei, la un facelift, în timp ce termenul „all-new” denotă o generație complet nouă, cu nu numai o revizuire a designului, ci și o nouă bază.
"Mid-cycle facelifts for cars are usually just cosmetic: a little nip here, a little tuck there, new lights and maybe a couple of different trim pieces to maintain interest in an aging vehicle for an extra couple of years before a full redesign." 

## Exemple
Un facelift poate include și o schimbare a numelui vehiculului; precum cazul când Ford și-a redenumit modelul Five Hundred în Ford Taurus în 2008. Facelift-urile pentru Citroën DS3, DS4 și DS5 au schimbat chiar și marca sub care au fost comercializate aceste modele, de la Citroën la DS.
Însă, modelele cu durată de viață mai lungă (10 sau mai mulți ani) pot avea mai multe facelift-uri. Unul dintre exemple ar fi a treia generație de Mazda6, lansat în decembrie 2012, și care de atunci a avut două facelift-uri majore în 2016, respectiv 2018, ambele incluzând schimbări majore la interior.